# Sunlight (álbum de Spacey Jane)
Sunlight es el álbum de estudio debut de la banda australiana de rock independiente Spacey Jane, lanzado el 12 de junio de 2020 a través de AWAL. Fue grabado durante todo 2019 y producido por Dave Parkin. Sunlight es el último lanzamiento de la banda que incluye contribuciones de la bajista Amelia Murray, quien toca en el álbum junto a su sucesora Peppa Lane. Descrito por el líder Caleb Harper como un álbum "lleno de disculpas", Sunlight actúa líricamente como un reflejo de su salud mental en medio de rupturas de relaciones, en contraste con sus afables melodías y su instrumental tintineante.
Con el respaldo de cinco sencillos y varias giras nacionales entre 2019 y 2021, Sunlight contiene la pista triple platino de la banda, "Booster Seat". Debutando en el número dos de la lista de álbumes de ARIA, el disco fue votado como el número uno en la encuesta de álbumes de Triple J y fue nominado a Álbum Independiente del Año y Mejor Álbum de Rock Independiente en los Premios AIR 2021. Por vender más de 35.000 copias, Sunlight obtuvo la certificación de oro de la Asociación Australiana de la Industria Discográfica (ARIA) en 2022.

## Lanzamiento y promoción
"Good Grief" se lanzó como sencillo principal del álbum el 24 de abril de 2019 y contó con el apoyo de una gira australiana de seis fechas. El segundo sencillo, "Good for You", fue lanzado el 15 de agosto. Más tarde ocuparía el puesto 80 en Triple J Hottest 100 de 2019, lo que marcaría la primera aparición de la banda en la cuenta regresiva anual. "Head Cold" fue lanzado el 12 de noviembre como tercer sencillo y contó con el apoyo del Head Cold Tour nacional. Sunlight se anunció oficialmente el 26 de febrero de 2020, junto con la lista de canciones, la portada, la fecha de lanzamiento, los detalles de una tercera gira nacional y el cuarto sencillo, "Skin". El 1 de mayo, se publicó "Straightfaced" como quinto sencillo.
Sunlight salió a la luz el 12 de junio de 2020, en medio de los primeros cierres por COVID-19 en Australia. Ese día, la banda celebró una fiesta en línea con los clientes del álbum a través de Zoom. Con los cierres de fronteras que afectaron a Australia Occidental, se cancelaron las fechas de la gira que coincidían con el lanzamiento del álbum, incluida su gira principal por el Reino Unido y las fechas restantes de su Skin Tour por Australia y Nueva Zelanda. Lama, quien también dirige la banda, dijo que planificar una gira en el punto álgido de la pandemia era un gran desafío logístico y un riesgo financiero, y que "nunca más daría por sentada la música en vivo". A partir de marzo de 2021, Se embarcaron en una gira por Australia en apoyo de Sunlight, con el apoyo de Carla Geneve. Los 15 espectáculos iniciales casi se agotaron en 30 minutos; luego se agregaron siete fechas adicionales.

## Recepción crítica
Sunlight recibió "amplia aclamación" tras su lanzamiento. En una reseña para NME, Shutler escribió que "por muy grande que sea el sonido de Spacey Jane en Sunlight, nunca es a expensas de su sincera honestidad". Declan Byrne de Triple J resumió el álbum como "uno de los viajes de indie rock más suaves que disfrutarás de una banda de guitarras australiana este año", elogiando sus "canciones de sonido alegre con peso y peso emocional". De cara a sus próximos proyectos, Josh Leeson de The Canberra Times dijo que la banda todavía tiene "mucho espacio para madurar en futuros lanzamientos y desarrollar un sonido más exclusivo".

## Lista de canciones
Edición estándar

Todas las canciones escritas y compuestas por Caleb Harper, Kieran Lama, Peppa Lane y Ashton Hardman-Le Cornu, a menos que se indique lo contrario.. 
| N.º | Título                           | Duración |  |
| 1.  | «Good for You»                   | 2:54     |  |
| 2.  | «Head Cold»                      | 3:07     |  |
| 3.  | «Skin»                           | 3:14     |  |
| 4.  | «Good Grief»                     | 3:48     |  |
| 5.  | «Wasted on Me»                   | 3:48     |  |
| 6.  | «Booster Seat»                   | 4:28     |  |
| 7.  | «Love Me Like I Haven't Changed» | 3:58     |  |
| 8.  | «Weightless»                     | 4:11     |  |
| 9.  | «Straightfaced»                  | 3:38     |  |
| 10. | «Trucks»                         | 3:12     |  |
| 11. | «Hanging»                        | 3:24     |  |
| 12. | «Sunlight»                       | 2:08     |  |

Edición de lujo - box set

| Lado 3 |                            |          |  |
| N.º    | Título                     | Duración |  |
| 1.     | «Up Against It»            | 3:17     |  |
| 2.     | «Under My Breath»          | 3:36     |  |
| 3.     | «Skin» (Live on the Ocean) | 3:14     |  |

| Lado 4 |                                                  |          |  |
| N.º    | Título                                           | Duración |  |
| 1.     | «Good for You» (Live on the Ocean)               | 2:54     |  |
| 2.     | «Booster Seat» (Live at Fremantle Arts Centre)   | 4:29     |  |
| 3.     | «Fill in the Blank» (Cover de Car Seat Headrest) | 4:03     |  |